# Adela Cortina
Adela Cortina Orts (Valencia, 13 de julio de 1947) es una filósofa española. Es Catedrática Emérita de Ética y Filosofía Política de la Universidad de Valencia y dirige la Fundación Étnor, Ética de los Negocios y las Organizaciones. Entre otros premios y distinciones obtuvo el Premio Internacional de Ensayo Jovellanos y el Premio nacional de ensayo.

## Biografía
Tras cursar Filosofía y Letras en la Universidad de Valencia, ingresó en el departamento de metafísica. En 1979, defiende su tesis doctoral, sobre Dios en la filosofía trascendental kantiana y enseña durante un tiempo en institutos de enseñanza media. Una beca de investigación le permite frecuentar la Universidad de Múnich, donde entra en contacto con la teoría crítica, el pragmatismo y la ética marxista y, más en concreto con la filosofía de Jürgen Habermas y Karl-Otto Apel.
Al reintegrarse a la actividad académica en España, orienta definitivamente sus intereses de investigación hacia la ética. En 1986 obtiene la cátedra de Filosofía Moral, cargo que mantuvo hasta 2017.
Es miembro de la Comisión Nacional de Reproducción Humana Asistida y Vocal del Comité Asesor de Ética de la Investigación Científica y Tecnológica.

## Pensamiento
Su magisterio siempre se vio ligado a la economía, la empresa, la discriminación de la mujer, la guerra, la ecología y la genética. Son ámbitos igualmente cultivados por la autora en sus obras.
Su adhesión a las éticas discursivas de Apel y Habermas da un paso más al establecer la ética dialógica como una importante base para el desarrollo de una moral cívica, una ética mínima que haga posible la coexistencia de diversas concepciones éticas propias de las sociedades pluralistas de los tiempos actuales.
En artículos y conferencias, ha expresado su opinión sobre otros tantos aspectos de la vida, que sometida a examen «merece ser vivida». En la década de 1990 acuña el concepto de aporofobia para referirse al odio y rechazo hacia la pobreza y las personas pobres.
En 2018 se publica el libro colectivo Ética y filosofía política. Homenaje a Adela Cortina en el que como homenaje a su jubilación como catedrática de la Universidad de Valencia con firmas de la filosofía que rinden homenaje a su pensamiento.

## Premios y distinciones
- Premio Isabel Ferrer 2005 que otorga la Generalidad Valenciana «por su brillante trayectoria docente e investigadora en el ámbito universitario y por la promoción de la ética económica y la responsabilidad social en las empresas».[8]
- Premio Internacional de Ensayo Jovellanos 2007 por su obra Ética de la razón cordial.
- Miembro de la Real Academia de Ciencias Morales y Políticas desde el 2 de diciembre de 2008, siendo la primera mujer que tuvo acceso a formar parte de esta institución hasta que entró Araceli Mangas Martín en 2014.
- Doctora honoris causa por la Universidad Jaime I de Castellón (15 de enero de 2009), por la Universidad Politécnica de Cartagena (27 de enero de 2012) y por la Universidad de Murcia (29 de enero de 2016).
- Premio nacional de ensayo con su obra ¿Para qué sirve realmente la ética? en 2014.
- Doctora honoris causa por la Universidad de Deusto (20 de octubre de 2016).[9]
- Gran cruz de la Orden de Jaime I el Conquistador[10] y Alta Distinción de la Generalitat Valenciana en 2017.[11]
- Premio de la Crítica Literaria Valenciana 2018 en su modalidad de Ensayo y Crítica.[12]
- Doctora honoris causa por la Universidad de Salamanca, 2018.[13]
- En 2018 sus compañeros de profesión le han dedicado un libro de homenaje, Ética y Filosofía política: Homenaje a Adela Cortina.[14]
- Premio Antonio de Sancha 2018 de la Asociación de Editores de Madrid.[15]
- Premio Derechos Humanos 2018 en la categoría Personas.[16]
- Doctora honoris causa por la Universidad Nacional de Colombia (26 de septiembre de 2019).[17]
- Gran Cruz de la Orden del Mérito Civil (2 de julio de 2024).[18]
- Premio Maga de Magas a la mejor ensayista 2025.

## Publicaciones
- Dios en la filosofía trascendental de Kant, Universidad Pontificia de Salamanca , 1981 , (45reknad).
- Ética mínima: Introducción a la filosofía práctica. Madrid: Tecnos, 1986. 295 pp. ISBN 84-309-1748-9. (Prólogo de José Luis Aranguren), varias reediciones.
- Ética sin moral. Madrid: Tecnos, 1990. 318 pp. ISBN 84-309-2642-9.
- La moral del camaleón: ética política para nuestro fin de siglo, Madrid, Espasa-Calpe, 1991.
- Ética aplicada y democracia radical, Madrid, Tecnos, 1993, varias reediciones.
- Ética de la empresa: claves para una nueva cultura empresarial, Madrid, Tecnos, 1994.
- Razón comunicativa y responsabilidad solidaria: ética y política en K. O. Apel, Salamanca, Sígueme, 1995.
- con Juan Escámez Sánchez y Estebán Pérez-Delgado, Un mundo de valores, Generalitat Valenciana, 1996.
- con Emilio Martínez Navarro, Ética, Madrid, Akal, 1996.
- con María del Pilar Arroyo Gordo, Ética y legislación en enfermería. Análisis sobre la responsabilidad profesional, Madrid, McGraw-Hill, 1996.
- con Juan Escámez Sánchez, Educar para la justicia, Generalitat Valenciana, 1998.
- 10 palabras clave en filosofía política [colaboradores, Ángel Castiñeira et al.]. Estella, Navarra: Editorial Verbo Divino, 1998. 440 p.; 22 cm. ISBN 84-8169-161-5.
- Los ciudadanos como protagonistas, Barcelona, Galaxia Gutenberg/Círculo de Lectores, 1998.
- con Jesús Conill Sancho (coords.) Educar en la ciudadanía, Institución Alfonso el Magnánimo, 2001.
- Alianza y Contrato: Política, Ética y Religión Madrid: Editorial Trotta, 2001. 182 pp. ISBN 978-84-8164-485-2.
- Ética civil y religión, Madrid, Promoción Popular Cristiana, 2002.
- con Domingo García Marzá (ed. lit.) Razón pública y éticas aplicadas: los caminos de la razón práctica en una sociedad pluralista, Madrid, Tecnos, 2003.
- Ética para la sociedad civil edición coordinada por Francisco Javier Peña Echevarría. Valladolid: Universidad de Valladolid, Secretariado de Publicaciones e Intercambio Editorial, 2003, 200 p.; 21 cm. ISBN 84-8448-231-6.
- Por una ética del consumo. Taurus. 2002 ISBN 84-306-0485-5.
- Construir confianza: Ética de la empresa en la sociedad de la información y las comunicaciones, Madrid, Trotta, 2003.
- con Ignasi Carreras Fisa, Consumo... luego existo, Barcelona, Cristianisme i Justícia, 2004 ISBN 84-9730-066-1.
- Ciudadanos del mundo. Hacia una teoría de la ciudadanía", Madrid, Alianza, 2005.
- Ética de la razón cordial. Educar en la ciudadanía del siglo XXI. Ediciones Nobel. 2007. 274 p ISBN 978-84-8459-179-5.
- (coord.) La educación y los valores, Madrid, Biblioteca Nueva, 2009.
- Pobreza y libertad. Erradicar la pobreza desde el enfoque de Amartya Sen. Tecnos, 2009.
- Las fronteras de la persona. El valor de los animales, la dignidad de los humanos.
- Hasta un pueblo de demonios. Ética Pública y Sociedad. Taurus. 1998. ISBN 8430602984.
- Las raíces éticas de la democracia, Universidad de Valencia, 2010.
- Justicia cordial, Madrid, Trotta, 2010.
- Neuroética y neuropolítica: sugerencias para la educación moral. Madrid, Tecnos, 2011.
- ¿Para qué sirve realmente...? la ética. Barcelona, Paidós, 2013 ISBN 978-84-493-2877-0.
- Aporofobia: el rechazo al pobre. Barcelona, Paidós, 2017 ISBN 9788449333385
- ¿Ética o ideología de la inteligencia artificial?: El eclipse de la razón cumunicativa en una sociedad tecnologizada, Paidós, 2024 ISBN  8449342791